# Parafia św. Rafała Kalinowskiego w Radomiu
Parafia pw. Świętego Rafała Kalinowskiego w Radomiu – parafia rzymskokatolicka usytuowana w Radomiu. Należy do dekanatu Radom-Wschód diecezji radomskiej, w metropolii częstochowskiej. 

## Historia
Ze względu na budowę nowego radomskiego osiedla Ustronie „C” bp Edward Materski zainicjował stworzenie na tym terenie nowego punktu duszpasterskiego. 12 czerwca 1983 roku bp Edward Materski poświęcił krzyż i plac pod kościół. Pierwszym miejscem modlitwy był zaadaptowany dawny magazyn budowlany. Od 1984 liturgia była sprawowana w drewnianej kaplicy zbudowanej bez pozwolenia władz komunistycznych. W 1985 kaplica została poświęcona przez bp. Edwarda Materskiego. Parafia została erygowana przez bp. Edwarda Materskiego 1 stycznia 1989. Pierwszym proboszczem został mianowany ks. Józef Pawlik. Budowa kościoła, wg projektu arch. Tadeusza Derlatki i konstr. Józefa Nosowskiego, staraniem ks. Józefa Pawlika i parafian, miała miejsce w latach 1999–2005. Fundamenty świątyni poświęcił bp Jan Chrapek 20 listopada 1999 roku. Kamień węgielny został wmurowany przez bp. Zygmunta Zimowskiego 19 czerwca 2003 roku. Konsekracji kościoła dokonał bp Henryk Tomasik 29 września 2013 roku. Świątynia jest obiektem dwupoziomowym, konstrukcji żelbetowej z elementami ścian wyłożonych cegłą polską, licówką, Kościół górny jest trzynawowy. Wystrój wnętrza został wykonany według projektu prof. Karola Badyny.

## Terytorium
Do parafii należą wierni z Radomia mieszkający przy ulicach: Dygasińskiego, Gagarina (nr 2, 9, 11), Hoża, Konopnickiej (nr 1–28), Kwiatkowskiego (od nru 64 do końca), Niemcewicza (nr 1–39), Osiedlowa, Placowa, Pusta, Sandomierska (nr 10, 12), Staroopatowska (strona nieparzysta), Strzelecka.

## Proboszczowie
- 1983–2017 – ks. prał. Józef Pawlik
- od 2017 – ks. Marek Plewniak